# Дуца, Анико
Анико Дуца (венг. Ducza Anikó, род. 8 августа 1942, Будапешт) — венгерская спортивная гимнастка.
Представляла Венгерскую Народную Республику на трёх Олимпиадах, в 1960 году в Риме, в 1964 году в Токио и в 1968 году в Мехико.
На Олимпийских играх 1960 года в Риме стала 7-й в команде, при этом в личном зачёте (в личном многоборье) разделила 22-е место, ни в один из финалов в отдельных видах не вышла.
В 1962 году завоевала бронзу на бревне на чемпионате мира в Праге (Чехословакия).
Бронзовая медалистка Олимпийских игр 1964 года в Токио в вольных упражнениях. На тех играх заняла 5-е место в команде, при этом в личном зачёте (в личном многоборье) разделила 16-е место и с 4-м результатом вышла в финал в одном отдельном виде (вышеупомянутых вольных упражнениях).
На Олимпийских играх 1968 года в Мехико стала снова 5-й в команде, при этом в личном зачёте (в личном многоборье) разделила 19-е место, ни в один из финалов в отдельных видах на этот раз не вышла.
Двукратная чемпионка Универсиады 1965 года (в команде и в личном многоборье).

## Семья
Первый муж — волейболист Ференц Яноши (венг. Jánosi Ferenc). Второй муж — тренер и журналист Ласло Лантож. Дочери Жужа Яноши и Габриелла Лантош, обе фехтовальщицы.